# Владимирское (Марий Эл)
Влади́мирское (горномар. Пӹсӹрмӓн) — село в Горномарийском районе Республики Марий Эл России. Входит в состав Красноволжского сельского поселения.

## География
Село находится в юго-западной части республики, в зоне хвойно-широколиственных лесов, на южном берегу Чебоксарского водохранилища, на расстоянии примерно 4 км (по прямой) к юго-востоку от города Козьмодемьянск, административного центра района. Абсолютная высота — 133 м над уровнем моря.

### Климат
Климат характеризуется как умеренно континентальный, с умеренно холодной снежной зимой и относительно тёплым летом. Среднегодовая температура воздуха — 3,3 °С. Средняя температура воздуха самого тёплого месяца (июля) — 18,9 °C (абсолютный максимум — 37 °C); самого холодного (января) — −12,4 °C (абсолютный минимум — −44 °C). Продолжительность устойчивых морозов в среднем 127 дней. Среднегодовое количество атмосферных осадков составляет 518 мм, из которых около 358 мм выпадает в период с апреля по октябрь.

### Часовой пояс
Село Владимирское, как и вся Марий Эл, находится в часовой зоне МСК (московское время). Смещение применяемого времени относительно UTC составляет +3:00.

## Население
| 2002 | 2010 | 2013 | 2014 |
| ---- | ---- | ---- | ---- |
| 31   | ↘27  | ↗42  | ↘30  |

### Национальный состав
Согласно результатам переписи 2002 года, в национальной структуре населения русские составляли 94 %.

## Известные уроженцы
- Гаранина, Зинаида Яковлевна (1904—1971) — советский педагог. Заслуженный учитель школы РСФСР.